# Vuka (rivière)
Pour les articles homonymes, voir Vuka.
La Vuka est une rivière du Nord-Est de la Croatie, affluent droit du Danube.

## Géographie
Elle prend sa source sur les pentes du Krndija.
Elle traverse d'ouest en est la plaine de Slavonie, dans les comitats d'Osijek-Baranja et de Vukovar-Syrmie.
Elle arrose Đakovo et se jette dans le Danube à Vukovar.